# Randy Pausch
Randolph Frederick Pausch (Baltimore, Maryland; 23 de octubre de 1960-Chesapeake, Virginia; 25 de julio de 2008) fue un profesor de ciencias de la computación, de interacción hombre-máquina y de diseño en la Universidad Carnegie Mellon (CMU) en Pittsburgh, Pensilvania, Estados Unidos. Además como autor tuvo un elevado número de ventas en sus libros, consiguiendo fama mundial por su trabajo The Last Lecture, titulado Really Achieving Your Childhood Dreams, discurso que dio el 18 de septiembre de 2007 en la Universidad Carnegie Mellon. El texto de la conferencia se adaptó y amplió en el libro La última lección.
En agosto del 2006, a Pausch se le diagnosticó un cáncer de páncreas. Comenzó un tratamiento muy agresivo para el cáncer que incluía cirugía mayor y quimioterapia experimental; sin embargo, en agosto del 2007, le dijeron que el cáncer había metastatizado al hígado y al bazo, lo que significaba que era terminal. Entonces comenzó una quimioterapia paliativa, intentando prolongar su vida todo lo que fuese posible. El 2 de mayo de 2008, un PET scan mostró que su cáncer se había extendido a sus pulmones, algunos ganglios linfáticos en el pecho, peritoneo y el retroperitoneo.
El 26 de junio de 2008, Pausch indicó que estaba considerando la posibilidad de detener aún más la quimioterapia, debido a los posibles efectos secundarios adversos.
El día 25 de julio de 2008 falleció a causa del cáncer de páncreas.

## Logros profesionales
Pausch recibió su título de grado en Ciencias de la Computación en la Universidad Brown y su PhD en Ciencias de la Computación por la Universidad Carnegie Mellon. Fue cofundador, junto con Don Marinelli, de CMU's Entertainment Technology Center (ETC) y comenzó el curso de Construcción de Mundos Virtuales en el CMU y lo enseñó durante 10 años. Además fue nombrado National Science Foundation Presidential Young Investigator, y profesor de la Fundación Lilly. Pausch fue profesor en el Departamento Ciencias de la Computación en la Universidad de Virginia desde 1988 hasta 1997. Trabajó para Walt Disney Imagineering y para Electronic Arts (EA). Pausch fue el autor o coautor de 5 libros y 70 artículos, y el fundador del proyecto de software Alice.
Pausch recibió dos premios de la ACM en 2007 por sus logros en educación en informática. Estos eran el Karl V. Karlstrom Outstanding Educator Award y el ACM Special Interest Group on Computer Science Education Award por sus extraordinarias contribuciones a la educación de las ciencias de la computación. Él pasaría a ser miembro del ACM en 2007.
El Concilio de la ciudad de Pittsburgh declaró el 19 de noviembre de 2007 "El día Dr. Randy Pausch".
En mayo del 2008, Pausch fue catalogado por la revista Time como una de las 100 personas más influyentes del mundo.
En diciembre del 2008, Pausch fue nombrado por los redactores y lectores del sitio de diálogo religioso Beliefnet.com como la persona más inspiradora de 2008.

## La enfermedad
A Pausch se le diagnosticó un cáncer terminal de páncreas. Entonces comenzó su tratamiento el 19 de septiembre de 2006 en un fracasado intento de parar su cáncer de páncreas. En agosto de 2007 le dijeron que le quedarían tres o seis meses de buena salud. Randy pronto volvería con su familia a Virginia.
El 13 de marzo de 2008, Pausch abogó por un mejor tratamiento en el cáncer de páncreas ante varias asociaciones americanas. Una semana antes, había sido hospitalizado por tener dificultad para respirar, debido a un derrame pleural en el pulmón derecho.
El 2 de mayo del 2008, un PET scan mostró que tenía una pequeña metástasis en los pulmones y en algunos nodos linfáticos en el pecho. Además tenía metástasis en la cavidad del peritoneo y retroperitoneo (básicamente, dentro del abdomen).

### Last lecture, la última conferencia
El 18 de septiembre de 2007 el profesor Pausch pronunció una conferencia titulada: "Alcanzar realmente tus sueños de la infancia". Se trata de una de las llamadas "últimas conferencias", en las que se propone al ponente que exponga su testamento intelectual. Para Pausch, se trataba, literalmente, de su última conferencia, puesto que los médicos habían confirmado que su cáncer era incurable.
su coraje y sus reflexiones han convertido el vídeo de la conferencia, disponible en YouTube en un fenómeno de masas, pues ya ha sido visto por millones de personas.
El vídeo de la conferencia, está disponible con subtítulos en español en YouTube http://www.youtube.com/watch?v=e0ZwxhFUAOo&hl=es

## Libros
- Learning to Program with Alice (Aprendiendo a Programar con Alice), (con Wanda P Dann y Stephen Cooper) (2006) ISBN 0-13-239775-7
- La última lección (2008) . Editorial Grijalbo. ISBN 978-84-253-4250-9 .